# أندرو فاهي
أندرو فاهي (مواليد 7 أغسطس 1970) هو سياسي من جزر العذراء البريطانية يشغل منصب حاكم الجزر منذ 26 فبراير 2019.